# Norfolk Scope
Das Norfolk Scope ist eine Multifunktionsarena mit einem Kuppeldach in der US-amerikanischen Stadt Norfolk im Bundesstaat Virginia.
Das Dach des Norfolk Scope mit einem Durchmesser von 134,1 Meter war von 1971 bis 1976 das größte Stahlbetonkuppeldach der Welt. Dies änderte sich mit der Eröffnung des Kingdome (201,0 Meter) in Seattle. Nach dessen Abriss im Jahr 2000 besitzt The Scope wieder das größte Stahlbetonkuppeldach. Gestützt wird das Dach durch 24 Strebebögen. Das Norfolk Scope wurde vom italienischen Bauingenieur Pier Luigi Nervi zusammen mit der Firma Williams and Tazewell entworfen. Nervi war u. a. auch für die Kuppelbauten Palazzo dello Sport und Palazzetto dello Sport für die Olympischen Sommerspiele 1960 in Rom mitverantwortlich.

## Nutzung
Das Norfolk Scope war von 2000 bis 2015 die Spielstätte der Norfolk Admirals aus der American Hockey League. Aus dem Team wurden die San Diego Gulls. Mit der Saison 2015/16 tritt ein anderes Team mit dem Namen Norfolk Admirals in der ECHL an. Sie waren zuvor die Bakersfield Condors. Von 1989 bis 2000 nutzte das ehemalige ECHL-Franchise der Hampton Roads Admirals das Norfolk Scope als Heimspielstätte. Des Weiteren war das NCAA-College-Basketball-Team der Old Dominion University, die Monarchs, in der Arena beheimatet. Insgesamt von 1971 bis 2002 und von 1977 bis 1990 als Hauptspielstätte. Darüber hinaus fand in der Arena regelmäßig professioneller Basketball und Arena Football statt. Auch für Boxen, Wrestling und weitere Sportarten in das Norfolk Scope in Nutzung.
Die Arena wird neben dem Sport für weitere Veranstaltungen wie Konzerte, Shows, Ausstellungen, Tagungen. usw. genutzt. Es traten bereits zahlreiche Künstler wie Billy Bragg, James Blood Ulmer, Prince und Shirley Jones auf.